# James Richard Pennington van Hoey Smith

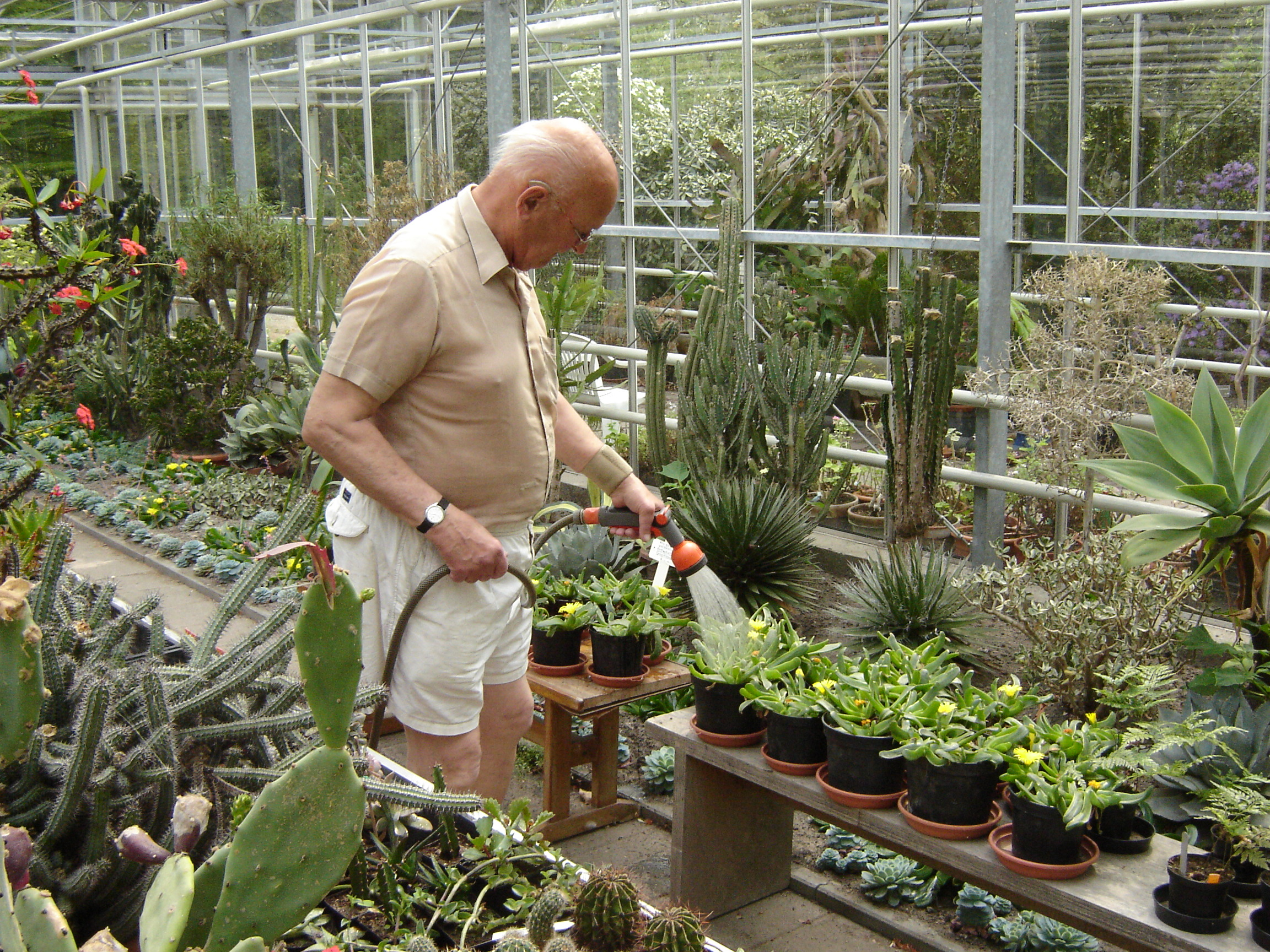
Dick van Hoey Smith in zijn succulentenkas in 2006

James Richard Pennington (Dick) van Hoey Smith (Rotterdam, 29 september 1921 – aldaar, 21 december 2010) was een Nederlandse dendroloog en leverde een zeer belangrijke bijdrage aan de ontwikkeling van het Arboretum Trompenburg (tegenwoordig: Trompenburg Tuinen & Arboretum) te Rotterdam.

## Redersfamilie
Dick van Hoey Smith stamde uit een Rotterdams redersgeslacht. Zijn overgrootvader, James Smith (1824 - 1894), richtte in 1851 de rederij J.A. van Hoey en Smith op. In 1865 veranderde de naam in James Smith & Co. In 1875 werd het de N.V. Scheepvaartmaatschappij v/h Smith & Co. In 1908 werden de aandelen in deze N.V. verworven door de eveneens Rotterdamse rederij Wm.H. Müller & Co, die in 1921 het beheer overnam. In 1928 werd het bedrijf beëindigd.

## Trompenburg
James Smith had zich in 1859 in Kralingen gevestigd. Hij verwierf de buitenplaats Trompenburg en liet deze rond 1870 uitbreiden op basis van een ontwerp van de tuinarchitecten Jan David en Louis Paul Zocher.
Mogelijk heeft Dick zijn belangstelling voor bomen geërfd van zijn grootmoeder, G. Smith-Van Stolk, die gehuwd was met William Smith (1849 - 1918). Zijn vader, James van Hoey Smith (1891 - 1965), hield zich eveneens actief met het beheer van Trompenburg bezig. Hij stichtte in 1928 het arboretum.
Al vanaf zijn 18e jaar hield Dick van Hoey Smith zich bezig met het beheer van het arboretum.
In 1950 nam hij het beheer van het arboretum over van zijn vader. Sindsdien groeide de collectie explosief. Dick richtte zijn aandacht vooral op eiken, beuken, rododendrons en coniferen.
In 1958 bracht hij het beheer van het arboretum onder in de Stichting Arboretum Trompenburg.
In 1996 droeg hij de leiding van het arboretum over aan Ir. Gert Fortgens.

## International Dendrology Society (IDS)
Dick van Hoey Smith was een van de oprichters van de International Dendrology Society (IDS). In het begin van de negentiger jaren was hij enkele jaren president van de IDS. In het kader van de IDS, maar ook anderszins, bezocht hij vele arboreta, overal ter wereld. Hij was een verwoed fotograaf, en bouwde een immense verzameling dia's van bomen en struiken op. Hij gebruikte zijn dia's om diverse plantenboeken te illustreren, w.o. de Rhododendron Atlas, Conifers, Maples of the World en de boeken over Arboretum Trompenburg.
Hij selecteerde verschillende cultivars die nu wereldwijd worden gekweekt en aangeplant, bijvoorbeeld Thuja orientalis 'Van Hoey Smith', Acer palmatum 'Trompenburg', Fagus sylvatica 'Dawyck Purple' en Quercus 'Pondaim'.
“Hij was een van de laatst overgebleven dendrologen van de generatie uit de naoorlogse jaren waartoe S.G.A. Doorenbos, Gerd Krüssmann en Sir Harold Hillier ook behoorden.”

## Succulenten
De laatste jaren besteedde Dick van Hoey Smith veel tijd aan zijn collectie succulenten. In de kas van Trompenburg Tuinen & Arboretum, zoals het Arboretum Trompenburg sinds enkele jaren heet, koesterde hij o.a. de Mammillaria spinosissima, die hij van zijn grootmoeder had gekregen toen hij tien jaar oud werd, en die hij dus bijna tachtig jaar heeft verzorgd. In augustus 2010 presenteerde hij voor TV Rijnmond zijn bloeiende Cereus triangularis.

## Onderscheidingen
Voor zijn grote dendrologische verdiensten heeft Dick van Hoey Smith verschillende onderscheidingen ontvangen:
- de Doorenbospenning van de Nederlandse Dendrologische Vereniging
- de Veitch Memorial Medal van de Royal Horticultural Society
- Lifetime Honor Award van de International Oak Society